# Ilex nipponica
Ilex nipponica är en järneksväxtart som beskrevs av Tomitaro Makino. Ilex nipponica ingår i släktet järnekar, och familjen järneksväxter. Inga underarter finns listade i Catalogue of Life.